# Campeonato Mundial de Snowboard de 2021
O Campeonato Mundial de Snowboard de 2021 foi a 14ª edição do evento organizado pela Federação Internacional de Esqui (FIS), Federação Sueca de Esqui, Federação Eslovena de Esqui e pela Federação Americana de Esqui. Inicialmente a sede do campeonato era a cidade chinesa de Zhangjiakou, mas devido a pandemia COVID-19 o país decidiu cancelar o evento e a FIS teve que escolher novas sedes, o que resultou em três sedes em períodos diferentes. No período de 9 a 12 de fevereiro as provas foram realizadas em Idre na Suécia, de 1 a 2 de março em Rogla nas Eslovênia e de 10 a 16 de março em Aspen nos Estados Unidos. Em Rogla foram realizados somente o campeonato de snowboard, sendo realizado paralelamente o 18º Campeonato Mundial de Esqui Estilo Livre. 

## Banimento da equipe da Rússia
Em 9 de dezembro de 2019, a Agência Mundial Antidopagem (WADA) baniu a Rússia de todos os esportes internacionais por um período de quatro anos, após o governo russo ter adulterado dados laboratoriais que forneceu à WADA em janeiro de 2019 como condição da Agência Antidopagem Russa sendo reinstaurada. Como resultado da proibição, a WADA planeja permitir que atletas russos com autorização individual participem dos Campeonatos Mundiais de 2021-2022 e dos Jogos Olímpicos de Verão de 2020 sob uma bandeira neutra, como instigado nos Jogos Olímpicos de Inverno de 2018, mas eles não terão permissão para competir em esportes de equipe. O título do banner neutro ainda não foi determinado; O chefe do Comitê de Revisão de Conformidade da WADA, Jonathan Taylor, afirmou que o COI não seria capaz de usar "Atletas Olímpicos da Rússia "(OAR) como fez em 2018, enfatizando que os atletas neutros não podem ser retratados como representantes de um país específico.  A Rússia posteriormente entrou com um recurso no Tribunal de Arbitragem do Esporte (CAS) contra a decisão da WADA.  Depois de analisar o caso na apelação, o CAS decidiu em 17 de dezembro de 2020 reduzir a penalidade que a WADA impôs à Rússia. Em vez de banir a Rússia de eventos esportivos, a decisão permitiu que a Rússia participasse das Olimpíadas e outros eventos internacionais, mas por um período de dois anos, a equipe não pode usar o nome, bandeira ou hino russo e deve se apresentar como "Atleta Neutro "ou" Equipe Neutra ". A decisão permite que os uniformes das equipes exibam "Rússia" no uniforme, bem como o uso das cores da bandeira russa no design do uniforme, embora o nome deva ter predominância igual à designação "Atleta Neutro / Equipe ". 

## Agenda
Um total de 13 eventos foram realizados nas provas de Snowboard. 
| Q | Qualificação | F | Final |

| Suécia Idre            | Suécia Idre | Suécia Idre | Suécia Idre | Suécia Idre | Suécia Idre |
| Evento ↓ / Data →      | 9 Fev Ter   | 10 Fev Qua  | 11 Fev Qui  | 12 Fev Sex  | 13 Fev Sab  |
| ---------------------- | ----------- | ----------- | ----------- | ----------- | ----------- |
| Snowboard cross        | Q           |             | F           |             |             |
| Snowboard cross equipe |             |             |             | F           |             |

| Eslovênia Rogla         | Eslovênia Rogla | Eslovênia Rogla | Eslovênia Rogla | Eslovênia Rogla |
| Evento ↓ / Data →       | 1 Mar Seg       | 1 Mar Seg       | 2 Mar Ter       | 2 Mar Ter       |
| ----------------------- | --------------- | --------------- | --------------- | --------------- |
| Slalom gigante paralelo | Q               | F               |                 |                 |
| Slalom paralelo         |                 |                 | Q               | F               |

| Estados Unidos Aspen | Estados Unidos Aspen | Estados Unidos Aspen | Estados Unidos Aspen | Estados Unidos Aspen | Estados Unidos Aspen | Estados Unidos Aspen | Estados Unidos Aspen |
| Evento ↓ / Data →    | 10 Mar Qua           | 11 Mar Qui           | 12 Mar Sex           | 13 Mar Sab           | 14 Mar Dom           | 15 Mar Seg           | 16 Mar Ter           |
| -------------------- | -------------------- | -------------------- | -------------------- | -------------------- | -------------------- | -------------------- | -------------------- |
| Big air              |                      |                      |                      |                      | Q                    |                      | F                    |
| Halfpipe             |                      | Q                    |                      | F                    |                      |                      |                      |
| Slopestyle           | Q                    |                      | F                    |                      |                      |                      |                      |

## Medalhistas
Esses foram os resultados da competição.

### Masculino
| Evento                           | Ouro                                    | Ouro                                    | Prata                         | Prata                         | Bronze                                  | Bronze                                  |
| -------------------------------- | --------------------------------------- | --------------------------------------- | ----------------------------- | ----------------------------- | --------------------------------------- | --------------------------------------- |
| Snowboard cross detalhes         | Lucas Eguibar · Espanha                 | Lucas Eguibar · Espanha                 | Alessandro Hämmerle · Áustria | Alessandro Hämmerle · Áustria | Éliot Grondin · Canadá                  | Éliot Grondin · Canadá                  |
| Slalom gigante paralelo detalhes | Dmitry Loginov Federação Russa de Esqui | Dmitry Loginov Federação Russa de Esqui | Roland Fischnaller · Itália   | Roland Fischnaller · Itália   | Andrey Sobolev Federação Russa de Esqui | Andrey Sobolev Federação Russa de Esqui |
| Slalom paralelo detalhes         | Benjamin Karl · Áustria                 | Benjamin Karl · Áustria                 | Andreas Prommegger · Áustria  | Andreas Prommegger · Áustria  | Dmitry Loginov Federação Russa de Esqui | Dmitry Loginov Federação Russa de Esqui |
| Big air detalhes                 | Mark McMorris · Canadá                  | 179.25                                  | Maxence Parrot · Canadá       | 178.25                        | Marcus Kleveland · Noruega              | 176.25                                  |
| Halfpipe detalhes                | Yūto Totsuka · Japão                    | 96.25                                   | Scotty James · Austrália      | 90.50                         | Jan Scherrer · Suíça                    | 87.00                                   |
| Slopestyle detalhes              | Marcus Kleveland · Noruega              | 90.66                                   | Sébastien Toutant · Canadá    | 82.53                         | Rene Rinnekangas · Finlândia            | 82.51                                   |

### Feminino
| Evento                           | Ouro                                      | Ouro                                      | Prata                                     | Prata                                     | Bronze                      | Bronze                    |
| -------------------------------- | ----------------------------------------- | ----------------------------------------- | ----------------------------------------- | ----------------------------------------- | --------------------------- | ------------------------- |
| Snowboard cross detalhes         | Charlotte Bankes · Reino Unido            | Charlotte Bankes · Reino Unido            | Michela Moioli · Itália                   | Michela Moioli · Itália                   | Eva Samková · Chéquia       | Eva Samková · Chéquia     |
| Slalom gigante paralelo detalhes | Selina Jörg · Alemanha                    | Selina Jörg · Alemanha                    | Sofia Nadyrshina Federação Russa de Esqui | Sofia Nadyrshina Federação Russa de Esqui | Julia Dujmovits · Áustria   | Julia Dujmovits · Áustria |
| Slalom paralelo detalhes         | Sofia Nadyrshina Federação Russa de Esqui | Sofia Nadyrshina Federação Russa de Esqui | Ramona Theresia Hofmeister · Alemanha     | Ramona Theresia Hofmeister · Alemanha     | Selina Jörg · Alemanha      | Selina Jörg · Alemanha    |
| Big air detalhes                 | Laurie Blouin · Canadá                    | 177.75                                    | Zoi Sadowski-Synnott · Nova Zelândia      | 176.75                                    | Miyabi Onitsuka · Japão     | 174.75                    |
| Halfpipe detalhes                | Chloe Kim · Estados Unidos                | 93.75                                     | Maddie Mastro · Estados Unidos            | 89.00                                     | Queralt Castellet · Espanha | 87.50                     |
| Slopestyle detalhes              | Zoi Sadowski-Synnott · Nova Zelândia      | 85.95                                     | Jamie Anderson · Estados Unidos           | 81.10                                     | Tess Coady · Austrália      | 78.13                     |

### Misto
| Evento                          | Ouro                                        | Prata                                       | Bronze                                                       |
| ------------------------------- | ------------------------------------------- | ------------------------------------------- | ------------------------------------------------------------ |
| Snowboard cross equipe detalhes | Austrália · Jarryd Hughes · Belle Brockhoff | Itália · Lorenzo Sommariva · Michela Moioli | França · Léo Le Blé Jaques · Julia Pereira de Sousa Mabileau |

## Quadro de medalhas
A seguir o quadro final de medalhas. 
| Ordem | País                     | Medalha de ouro | Medalha de prata | Medalha de bronze | Total |
| ----- | ------------------------ | --------------- | ---------------- | ----------------- | ----- |
| 1     | Canadá                   | 2               | 2                | 1                 | 5     |
| 2     | Federação Russa de Esqui | 2               | 1                | 2                 | 5     |
| 3     | Áustria                  | 1               | 2                | 1                 | 4     |
| 4     | Estados Unidos           | 1               | 2                | 0                 | 3     |
| 5     | Austrália                | 1               | 1                | 1                 | 3     |
| 5     | Alemanha                 | 1               | 1                | 1                 | 3     |
| 7     | Nova Zelândia            | 1               | 1                | 0                 | 2     |
| 8     | Espanha                  | 1               | 0                | 1                 | 2     |
| 8     | Japão                    | 1               | 0                | 1                 | 2     |
| 8     | Noruega                  | 1               | 0                | 1                 | 2     |
| 11    | Reino Unido              | 1               | 0                | 0                 | 1     |
| 12    | Itália                   | 0               | 3                | 0                 | 3     |
| 13    | Finlândia                | 0               | 0                | 1                 | 1     |
| 13    | França                   | 0               | 0                | 1                 | 1     |
| 13    | Chéquia                  | 0               | 0                | 1                 | 1     |
| 13    | Suíça                    | 0               | 0                | 1                 | 1     |
| Total | Total                    | 13              | 13               | 13                | 39    |